# Mohamed Simakan
Mohamed Simakan (Marsella, 3 de mayo del 2000) es un futbolista francés que juega de defensa en el Al-Nassr F. C. de la Liga Profesional Saudí.

## Trayectoria
Nacido en Marsella de padres guineanos, adquirió la nacionalidad francesa el 7 de noviembre de 2005, por efecto colectivo de la naturalización de su madre.
Firmó su primer contrato profesional el 16 de mayo de 2018 con el R. C. Estrasburgo, con el que debutó en un partido de la Liga Europa de la UEFA el 25 de julio de 2019 frente al Maccabi Haifa.
El 22 de marzo de 2021 el R. B. Leipzig anunció su fichaje para las siguientes cuatro temporadas, incorporándose a partir de la 2021-22. Hizo su debut en la Liga de Campeones el 21 de septiembre, en una derrota por 2-1 ante el Club Brujas. Se convirtió inmediatamente en un jugador importante para el club, participando en 28 partidos de la Bundesliga. Se perdió dos partidos durante la temporada debido al COVID-19. También fue fundamental en la Copa de Alemania, donde participó en todos los partidos de camino a la victoria del Leipzig en el título.
El 6 de septiembre de 2022, marcó un gol en la Liga de Campeones de la UEFA en una derrota por 4-1 contra el Shakhtar Donetsk. Participó en 5 partidos de la Copa de Alemania, donde el R. B. Leipzig ganó la competición por segunda temporada consecutiva, sin embargo, no disputó ningún minuto en la final.
El 19 de septiembre de 2023, marcó el primer gol de la temporada 2023-24 de la Liga de Campeones en el tercer minuto de una victoria por 3-1 como visitante sobre el Young Boys.
Dejó el club el 2 de septiembre de 2024, una vez fue traspasado al Al-Nassr F. C.

## Selección nacional
Es internacional sub-20 con la selección de fútbol de Francia, con la que debutó frente a Eslovenia, donde además anotó un gol.

## Estadísticas

### Clubes
Actualizado al último partido disputado el 26 de mayo de 2025.
| Club                              | Div.          | Temporada     | Liga  | Liga  | Copas nacionales | Copas nacionales | Copas internacionales | Copas internacionales | Total | Total |
| Club                              | Div.          | Temporada     | Part. | Goles | Part.            | Goles            | Part.                 | Goles                 | Part. | Goles |
| --------------------------------- | ------------- | ------------- | ----- | ----- | ---------------- | ---------------- | --------------------- | --------------------- | ----- | ----- |
| R. C. Estrasburgo II Francia      | 5.ª           | 2017-18       | 17    | 1     | —                | —                | —                     | —                     | 17    | 1     |
| R. C. Estrasburgo II Francia      | 5.ª           | 2018-19       | 6     | 0     | —                | —                | —                     | —                     | 6     | 0     |
| R. C. Estrasburgo II Francia      | Total club    | Total club    | 23    | 1     | 0                | 0                | 0                     | 0                     | 23    | 1     |
| R. C. Estrasburgo Alsacia Francia | 1.ª           | 2019-20       | 19    | 0     | 1                | 0                | 5                     | 0                     | 25    | 0     |
| R. C. Estrasburgo Alsacia Francia | 1.ª           | 2020-21       | 19    | 1     | 0                | 0                | —                     | —                     | 19    | 1     |
| R. C. Estrasburgo Alsacia Francia | Total club    | Total club    | 38    | 1     | 1                | 0                | 5                     | 0                     | 44    | 1     |
| R. B. Leipzig · Alemania          | 1.ª           | 2021-22       | 28    | 1     | 6                | 0                | 7                     | 0                     | 41    | 1     |
| R. B. Leipzig · Alemania          | 1.ª           | 2022-23       | 24    | 1     | 6                | 1                | 7                     | 1                     | 37    | 3     |
| R. B. Leipzig · Alemania          | 1.ª           | 2023-24       | 32    | 2     | 3                | 0                | 7                     | 1                     | 42    | 3     |
| R. B. Leipzig · Alemania          | 1.ª           | 2024-25       | 1     | 0     | 1                | 0                | ―                     | ―                     | 2     | 0     |
| R. B. Leipzig · Alemania          | Total club    | Total club    | 85    | 4     | 16               | 1                | 21                    | 2                     | 122   | 7     |
| Al-Nassr F. C. Arabia Saudita     | 1.ª           | 2024-25       | 26    | 1     | 2                | 0                | 11                    | 0                     | 39    | 1     |
| Al-Nassr F. C. Arabia Saudita     | Total club    | Total club    | 26    | 1     | 2                | 0                | 11                    | 0                     | 39    | 1     |
| Total carrera                     | Total carrera | Total carrera | 172   | 7     | 19               | 1                | 37                    | 2                     | 228   | 10    |

## Palmarés

### Títulos nacionales
| Título                | Club          | País     | Año  |
| --------------------- | ------------- | -------- | ---- |
| Copa de Alemania      | R. B. Leipzig | Alemania | 2022 |
| Copa de Alemania      | R. B. Leipzig | Alemania | 2023 |
| Supercopa de Alemania | R. B. Leipzig | Alemania | 2023 |